# 王錦山
王錦山（1962年7月6日—），美籍华人，化學家、科技创业家。

## 生平
- 1962年7月6日出生于中國江蘇省姜堰市（今泰州市姜堰区）。
- 1978－1982年就读于华东理工大学高分子化工专业。
- 1982－1985年攻读华东理工大学高分子材料专业硕士研究生，师从应圣康教授。
- 1985年取得硕士学位；同年留校任教。
- 1988年，當選中国共产主义青年团第十二届中央委员会委员、中国共产主义青年团上海市委常委，並任上海市委學校部長。
- 1989年赴比利時的列日大學留學，师从Teyssie，攻读博士。
- 1993年獲列日大學的最高榮譽博士學位（avec la plus grande distinction et les félicitations du jury）。
- 1994年赴美卡尼基美隆大學的克日什托夫·馬蒂亞謝夫斯基教授實驗室從事博士後研究工作，發現原子轉移自由基聚合（ATRP）。
- 1997－2008年在伊士曼柯達公司任职。
- 2009年回到中国，被聘为上海交通大学化学化工学院「上海交通大学致远讲席教授」。
- 2010年10月，他创立了南京第壹有机光电有限公司。
- 2010年代，被聘为南京大学产业教授。